# Championnat panaméricain masculin de handball 1989
Navigation
Brésil 1985 Brésil 1994
La 5e édition du Championnat panaméricain masculin de handball  s'est déroulé à Pinar del Río, à Cuba, du 24 au 30 octobre 1989.
Les six équipes qualifiées s'opposent sous forme de mini-championnat et à domicile, Cuba lève l'affront des Jeux panaméricains de 1987 (en) — les États-Unis l'avaient privé des Jeux olympiques — en corrigeant 22 à 9 les Américains lors de la dernière journée. Le Brésil, battu en ouverture par Cuba mais ensuite vainqueur des États-Unis, termine à la deuxième place.
Cuba l'emporte ainsi pour la 5e fois en cinq éditions et obtient ainsi sa qualification pour le Championnat du monde 1990.

## Classement final
La compétition se déroule sous la forme d'une poule unique :
|                              | Équipe     | Pts | J | G | N | P | Bp  | Bc  | Diff |
| ---------------------------- | ---------- | --- | - | - | - | - | --- | --- | ---- |
| Médaille d'or, Amérique      | Cuba       | 10  | 5 | 5 | 0 | 0 | 157 | 68  | 89   |
| Médaille d'argent, Amérique  | Brésil     | 8   | 5 | 4 | 0 | 1 | 128 | 85  | 43   |
| Médaille de bronze, Amérique | États-Unis | 6   | 5 | 3 | 0 | 2 | 110 | 97  | 13   |
| 4                            | Canada     | 4   | 5 | 2 | 0 | 3 | 133 | 111 | 22   |
| 5                            | Mexique    | 2   | 5 | 1 | 0 | 4 | 79  | 156 | -77  |
| 6                            | Porto Rico | 0   | 5 | 0 | 0 | 5 | 78  | 168 | -90  |

## Matchs
| 24 octobre 1989 | Mexique | 21 – 18 | Porto Rico |  |
| 24 octobre 1989 | (9–9)   |         |            |  |

| 24 octobre 1989 | États-Unis | 27 – 24 | Canada |  |
| 24 octobre 1989 | (9–13)     |         |        |  |

| 24 octobre 1989 | Cuba   | 27 – 18 | Brésil |  |
| 24 octobre 1989 | (14–9) |         |        |  |

| 25 octobre 1989 | Brésil | 21 – 11 | Canada |  |
| 25 octobre 1989 | (10–4) |         |        |  |

| 25 octobre 1989 | Cuba   | 40 – 9 | Porto Rico |  |
| 25 octobre 1989 | (17–3) |        |            |  |

| 26 octobre 1989 | Canada | 37 – 18 | Porto Rico |  |
| 26 octobre 1989 | (17–4) |         |            |  |

| 26 octobre 1989 | Cuba   | 39 – 11 | Mexique |  |
| 26 octobre 1989 | (20–6) |         |         |  |

| 27 octobre 1989 | Canada | 40 – 16 | Mexique |  |
| 27 octobre 1989 | (20–4) |         |         |  |

| 27 octobre 1989 | Brésil | 18 – 16 | États-Unis |  |
| 27 octobre 1989 | (11–8) |         |            |  |

| 28 octobre 1989 | Cuba    | 29 – 21 | Canada |  |
| 28 octobre 1989 | (14–10) |         |        |  |

| 28 octobre 1989 | États-Unis | 32 – 17 | Porto Rico |  |
| 28 octobre 1989 | (20–6)     |         |            |  |

| 29 octobre 1989 | Brésil | 38 – 16 | Porto Rico |  |
| 29 octobre 1989 | (20–4) |         |            |  |

| 29 octobre 1989 | États-Unis | 26 – 16 | Mexique |  |
| 29 octobre 1989 | (11–8)     |         |         |  |

| 30 octobre 1989 16h15 | Brésil | 33 – 15 | Mexique |  |
| 30 octobre 1989 16h15 | (13–6) |         |         |  |

| 30 octobre 1989 20h30 | Cuba  | 22 – 9 | États-Unis |  |
| 30 octobre 1989 20h30 | (9–4) |        |            |  |

## Statistiques et récompenses
Le Brésilien Drean Dutra (en) est élu meilleur joueur et termine également meilleur buteur avec 50 réalisations devant le Cubain Julián Duranona (33 buts) et l'Américain Terje Vatne (26 buts).

## Effectif
L'effectif de Cuba, champion panaméricain, est :
- Reinaldo Cruz
- Jesús Agramonte
- Lucas Juan
- José Neninger
- Rolando Uríos
- Juan Querol
- Osvaldo Povea
- Modesto Quintana
- Enrique Delisle
- Daniel Robert
- Arsenio Martínez
- Julián Duranona
- Marcos Aguirre
- Vladimir Rivero